# Karl Olof Lagerkrans
Karl Olof Lagerkrans (pseudonymer Kocko Lagerkrans eller Koko Lagerkrans) född 4 november 1903 i Stockholm, död 24 februari 1966, var en svensk kompositör och kapellmästare. Som kapellmästare hos Karl Gerhard under 1930-talet skrev han flera melodier till Gerhards texter. Lagerkrans hade musiken huvudsakligen som hobby.
Han tillhör släkten Lagerkrans från Småland. Lagerkrans är gravsatt i kolumbariet i Norra kapellet på Norra begravningsplatsen utanför Stockholm.

## Filmmusik
- 1941 - Söderpojkar

## Musikkompositioner
- Bröllop i Sjungare by, text Åke Söderblom och Fritz Gustaf
- Hambovisa från Kössö, text Åke Söderblom
- Varje flicka har sin egen melodi, text Åke Söderblom och Fritz Gustaf
- Om jag finge som jag ville, text Karl Gerhard
- Kan du tänka dig honom utan hår, text Karl Gerhard. Ur revyn Vershuset Vita Plåstret 1936
- Han är den lilla Larsson som har melodin, text Karl Gerhard. Ur revyn Vershuset Vita Plåstret 1936
- Varje liten flicka har sin melodi, ur filmen Kärlek, solsken och sång
- Jag vill ge dej en blomma, inspelad 1939 av Harry Brandelius
- Wollmar Yxkullsgatans skutt, ur Wally-revyn Uppåt igen 1940